# Dziwne ścieżki życia
Dziwne ścieżki życia (hiszp. Extraña forma de vida) – hiszpański krótkometrażowy western z 2023 roku w reżyserii Pedra Almodóvara. W rolach głównych wystąpili Ethan Hawke i Pedro Pascal. Zdjęcia kręcono na pustyni Tabernas (region Andaluzji). To pierwszy film wyprodukowany przez Saint Laurent Productions.
Premiera filmu miała miejsce na 76. MFF w Cannes. W Polsce obraz prezentowano w ramach sekcji "Highlights" na American Film Festival. Na ekrany polskich kin film trafił wraz z wywiadem z reżyserem 17 listopada 2023 roku.
Tytuł filmu inspirowany jest pieśnią fado "Estranha forma de vida" (pol. Dziwne ścieżki życia) Amálii Rodrigues, wykonywaną na początku filmu przez Caetano Veloso (w roli śpiewaka wystąpił Manu Ríos).
Film inspirowany jest różnymi klasycznymi westernami i nawiązuje do innych dzieł kultury, np. obrazy w domu szeryfa są autorstwa Maynarda Dixona.

## Opis
Film przedstawia spotkanie po latach dwóch mężczyzn, szeryfa Jake’a  i ranczera Silvy, będących w młodości kochankami. Ich uczucie nie wygasło. Każdy jednak ma inne podejście do tej relacji, a obecnie losy mężczyzn są dodatkowo splątane jeszcze jedną sprawą. Syn Silvy jest poszukiwany za popełnioną zbrodnię, którego Jake musi złapać. To prowadzi do kolejnego spotkania kochanków.

## Obsada
- Ethan Hawke jako Jake
- Pedro Pascal jako Silva
- Manu Ríos jako Śpiewak